# 松本大学松商短期大学部
松本大学松商短期大学部（まつもとだいがくまつしょうたんきだいがくぶ、英語: Matsumoto University Matsusho Junior College）は、長野県松本市新村2095-1に本部を置く日本の私立大学。1898年創立、1953年大学設置。大学の略称は松商短大。

## 概観

### 大学全体
- 長野県松本市に所在する日本の私立短期大学で、設置主体は学校法人松商学園[1]。
- 1953年に松商学園短期大学として開学。学科体制は2学科ですべて男女共学である。

### 建学の精神（校訓・理念・学是）
- 松本大学松商短期大学部における建学の精神は「自主独立」となっている。これは、本短大の起源となっている戊戌学会を創設した木澤鶴人が、「独立自尊」をモットーとする福沢諭吉の精神を受け継いだことによるものとなっている。

### 教育および研究
- 松本大学松商短期大学部は、商学科・経営情報学科とそれぞれ独立した学科を擁しているが、「経理会計」・「医療事務」・「図書館司書」・「ブライダル」・「国際交流」など様々なフィールドから科目を選択履修できるようになっている。学術専門誌として『松商短大論叢』が発行されている。

### 学風および特色
- 松本大学松商短期大学部は、新設された松本大学の併設校となっているが、学科は商学科と経営情報学科の2つと学科体制自体は旧来の短大と変わりはない。

## 沿革
- 1951年
  - 2月12日 学校法人松商学園の設置が認められる[2]。
- 1953年
  - 1月31日 左記を以て文部省[注 1]より短期大学の設置が認可される[注 2]。
  - 4月1日 松商学園短期大学が以下の学科体制にて開学[5]。
    - 商業科 入学定員80名
- 1954年
  - 4月1日 商業科に第二部が増設され、以下の体制をとる[6]。
    - 商業科
      - 第一部 入学定員80名
      - 第二部 入学定員80名

  - 5月1日 学生数[7]/定員
    - 商業科
      - 第一部 189[注 3]/160
      - 第二部 70[注 4]/80
- 1976年
  - 4月1日 商業科を商学科に名称変更する[8]。
- 1977年
  - キャンパスを松本市県から新村に移転。
- 1981年
  - 4月1日 商業科第一部の入学定員を80→150[9]に増員[注 5]
  - 5月1日 学生数[11]/定員
    - 商学科
      - 第一部 364[注 6]/230
      - 第二部 52[注 7]/160
- 1987年
  - 4月1日 以下の学科については、この年度で学生募集を最終とする[注 8]。
    - 商学科第二部

  - 5月1日 学生数[14]/定員
    - 商学科
      - 第一部 471[注 9]/300
      - 第二部 32[注 10]/160
- 1988年
  - 5月1日 学生数[15]/定員
    - 商学科
      - 第一部 477[注 11]/150
      - 第二部 14[注 12]/80
- 1989年
  - 10月12日 以下の学科・専攻については左記をもって正式に廃止とする[16]。
    - 商学科第二部
- 1990年
  - 4月1日 商学科第一部を商学科に改称[16]。
- 1992年
  - 4月1日 以下の学科を新設[17]。
    - 経営情報学科 入学定員100名　学生数

  - 同 商学科の入学定員を150→100に減員[注 13]。
  - 5月1日 学生数[注 14]/定員
    - 商学科 316[注 15]/250
    - 経営情報学科 102[注 16]/100
- 1999年
  - 5月1日 学生数[22]/定員
    - 商学科 251[注 17]/200
    - 経営情報学科 274[注 18]/200
- 2002年
  - 4月1日 松本大学松商短期大学部と改称[23]。
- 2004年
  - 1月 平成16年度大学入試センター試験参加短期大学の1校となる[24][25]。
- 2014年
  - 1月 平成26年度大学入試センター試験参加短期大学の1校となる[26]。
- 2015年
  - 1月 平成27年度大学入試センター試験参加短期大学の1校となる[27]。
- 2016年
  - 1月 平成28年度大学入試センター試験参加短期大学の1校となる[28]。

## 基礎データ

### 所在地
- 長野県松本市新村2095-1

### 交通アクセス
- アルピコ交通（通称・松本電鉄）上高地線北新・松本大学前駅下車。

### 象徴
- 右記資料を参照のこと[注 19]

## 教育および研究

### 組織

#### 学科
- 商学科 入学定員100名[1]
  - 第一部→商学科
  - 第二部 入学定員80名[注釈 1]
- 経営情報学科 入学定員100名[1]

#### 専攻科
- なし

#### 別科
- なし

##### 取得資格について
資格
- 司書

教職課程
- 中学校教諭二種免許状（職業）が商学科第一部・第二部に設置されていた。当初は中学校教諭ほか高等学校教諭免許状（商業）の教職課程を併設[32]。

### 教育
- 特色ある大学教育支援プログラム：2003年9月採択される。

### 研究
- 『松商論叢』[33]
- 『松商学園短期大学信州産業調査研究所報告』[34]
- 『松商学園短期大学信州産業調査研究所報告文化部門』[35]
- 『松商学園短期大学研究叢書』[36]
- 『松商学園短期大学経営調査センター研究叢書』[37]ほか

## 学生生活

### 主たるイベント
- 「虹色フェスティバル」や「やきいも大会」などがある。

### 部活動・クラブ活動・サークル活動
- 松本大学松商短期大学部のクラブ活動一覧
  - 短期大学独自のものとしては、ソフトボール・バスケットボール・卓球・テニス・弓道・陸上競技・茶道・吹奏楽などがある。

### 学園祭
- 松本大学松商短期大学部の学園祭は「梓乃森祭」と呼ばれ、独立短大の時分から行なわれてきている。ちなみに、2007年は10月20日と21日に亘って行なわれ、柳家小権太が来訪している。

### スポーツ
- 全国私立短大体育大会へ参加している。

## 大学関係者と組織

### 大学関係者組織
- 松本大学松商短期大学部の同窓会組織がある。

### 大学関係者一覧

#### 松商短期大学部（松商学園短期大学）の歴代学長
- 飯島権蔵 - 初代（1953年 - 1954年）
- 糸魚川祐三郎 - 第2代（1955年 - 1967年）
- 竹内良三郎 - 第3代（1968年 - 1970年）
- 長守善 - 第4代（1970年 - 1971年）
- 富永理 - 第5代（1972年 - 1980年）
- 清水正男 - 第6代（1980年 - 1983年）
- 松崎一 - 第7代（1983年 - 1993年）
- 赤羽賢司 - 第8代（1993年 - 1999年）
- 中野和朗 - 第9代及び松本大学初代（以降、松本大学と松商短期大学は学長兼任）
- 菴谷利夫 - 第10代及び松本大学2代
- 住吉廣行 - 第11代及び松本大学3代
- 菅谷昭 - 第12代及び松本大学4代

#### 出身者
- 秋本奈緒美 - 女優
- 川原みなみ - 女優、キャスター
- 堀六平 - ローカルタレント

## 施設
- 1号館：法人事務所や教員研究室などがある。
- 2号館
- 3号館：学生食堂やコンピューター教室がある。
- 4号館
- 5号館
- 6号館
- 7号館
- 8号館
- 9号館
- 図書館
- 第一体育館
- 第二体育館
- テニスコート
- 学生駐車場ほか

## 対外関係
- 放送大学[38]

### 系列校
- 松本大学
- 松商学園高等学校